# Swithland
Swithland is een civil parish in het bestuurlijke gebied Charnwood, in het Engelse graafschap Leicestershire met 217 inwoners.